# Élections législatives de 1877 dans le Gers
Les élections législatives de 1877 ont eu lieu le 14 octobre 1877.

## Députés élus
|   | Circonscription | Député sortant                       |  | Groupe parlementaire | Député élu                           |  | Groupe parlementaire |
| - | --------------- | ------------------------------------ |  | -------------------- | ------------------------------------ |  | -------------------- |
| 1 | Auch            | Jules-Victor Peyrusse                |  | Appel au peuple      | Jules-Victor Peyrusse                |  | Appel au peuple      |
| 2 | Condom          | Paul de Cassagnac                    |  | Appel au peuple      | Paul de Cassagnac                    |  | Appel au peuple      |
| 3 | Lectoure        | Albert Descamps                      |  | Gauche républicaine  | Albert Descamps                      |  | Gauche républicaine  |
| 4 | Lombez          | Justin Fauré                         |  | Appel au peuple      | Justin Fauré                         |  | Appel au peuple      |
| 5 | Mirande         | Bernard-Adolphe Granier de Cassagnac |  | Appel au peuple      | Bernard-Adolphe Granier de Cassagnac |  | Appel au peuple      |

## Résultats à l'échelle du département
|                | Bonapartistes                     | 44 857 | 58,97  | 4 |  |  |
|                | Républicains, Gauche républicaine | 23 438 | 30,81  | 1 |  |  |
|                | Union républicaine                | 7 555  | 9,93   | 0 |  |  |
|                | Divers                            | 220    | 0,29   | 0 |  |  |
|                |                                   |        |        |   |  |  |
| Inscrits       | Inscrits                          | 91 271 | 100,00 | 5 |  |  |
| Votants        | Votants                           | 76 490 | 83,81  |   |  |  |
| Abstentions    | Abstentions                       | 14 781 | 16,19  |   |  |  |
| Blancs et nuls | Blancs et nuls                    | 420    | 0,55   |   |  |  |
| Exprimés       | Exprimés                          | 76 070 | 99,45  |   |  |  |

## Résultats par arrondissement

### Arrondissement d'Auch
|                | Jules-Victor Peyrusse | Bonapartiste       | 8 253  | 52,21  |  |  |
|                | Jean David            | Union républicaine | 7 555  | 47,79  |  |  |
|                |                       |                    |        |        |  |  |
| Inscrits       | Inscrits              | Inscrits           | 18 555 | 100,00 |  |  |
| Votants        | Votants               | Votants            | 15 843 | 85,38  |  |  |
| Abstention     | Abstention            | Abstention         | 2 712  | 14,62  |  |  |
| Blancs et nuls | Blancs et nuls        | Blancs et nuls     | 35     | 0,22   |  |  |
| Exprimés       | Exprimés              | Exprimés           | 15 808 | 99,78  |  |  |

L'élection est invalidée par la Chambre le 9 février 1878. Une élection partielle a lieu le 7 avril 1878.

### Arrondissement de Condom
|                | Paul de Cassagnac | Bonapartiste   | 10 896 | 61,43  |  |  |
|                | Lacroix           | Républicain    | 6 750  | 38,05  |  |  |
|                | Divers            |                | 92     | 0,52   |  |  |
|                |                   |                |        |        |  |  |
| Inscrits       | Inscrits          | Inscrits       | 21 804 | 100,00 |  |  |
| Votants        | Votants           | Votants        | 17 857 | 81,90  |  |  |
| Abstention     | Abstention        | Abstention     | 3 947  | 18,10  |  |  |
| Blancs et nuls | Blancs et nuls    | Blancs et nuls | 119    | 0,67   |  |  |
| Exprimés       | Exprimés          | Exprimés       | 17 738 | 99,33  |  |  |

L'élection est invalidée par la Chambre le 7 novembre 1878. Une élection partielle a lieu le 2 février 1879.

### Arrondissement de Lectoure
|                | Albert Descamps    | Gauche républicaine | 6 680  | 50,74  |  |  |
|                | Alexis De Lagrange | Bonapartiste        | 6 486  | 49,26  |  |  |
|                |                    |                     |        |        |  |  |
| Inscrits       | Inscrits           | Inscrits            | 14 969 | 100,00 |  |  |
| Votants        | Votants            | Votants             | 13 205 | 88,22  |  |  |
| Abstention     | Abstention         | Abstention          | 1 764  | 11,78  |  |  |
| Blancs et nuls | Blancs et nuls     | Blancs et nuls      | 39     | 0,30   |  |  |
| Exprimés       | Exprimés           | Exprimés            | 13 166 | 99,70  |  |  |

### Arrondissement de Lombez
|                | Justin Fauré   | Bonapartiste   | 6 555  | 67,38  |  |  |
|                | Casimir Brocas | Républicain    | 3 101  | 31,87  |  |  |
|                | Divers         |                | 73     | 0,75   |  |  |
|                |                |                |        |        |  |  |
| Inscrits       | Inscrits       | Inscrits       | 12 099 | 100,00 |  |  |
| Votants        | Votants        | Votants        | 9 792  | 80,93  |  |  |
| Abstention     | Abstention     | Abstention     | 2 307  | 19,07  |  |  |
| Blancs et nuls | Blancs et nuls | Blancs et nuls | 63     | 0,64   |  |  |
| Exprimés       | Exprimés       | Exprimés       | 9 729  | 99,36  |  |  |

### Arrondissement de Mirande
|                | Bernard-Adolphe Granier de Cassagnac | Bonapartiste   | 12 667 | 64,53  |  |  |
|                | Sansot                               | Républicain    | 6 907  | 35,19  |  |  |
|                | Divers                               |                | 55     | 0,28   |  |  |
|                |                                      |                |        |        |  |  |
| Inscrits       | Inscrits                             | Inscrits       | 23 844 | 100,00 |  |  |
| Votants        | Votants                              | Votants        | 19 793 | 83,01  |  |  |
| Abstention     | Abstention                           | Abstention     | 4 051  | 16,99  |  |  |
| Blancs et nuls | Blancs et nuls                       | Blancs et nuls | 164    | 0,83   |  |  |
| Exprimés       | Exprimés                             | Exprimés       | 19 629 | 99,17  |  |  |